# Scuola dei Calegheri (Venise)
 (août 2025).
Si vous disposez d'ouvrages ou d'articles de référence ou si vous connaissez des sites web de qualité traitant du thème abordé ici, merci de compléter l'article en donnant les références utiles à sa vérifiabilité et en les liant à la section « Notes et références ».
 (août 2025).
La mise en forme du texte ne suit pas les recommandations de Wikipédia : il faut le « wikifier ».
Les points d'amélioration suivants sont les cas les plus fréquents. Le détail des points à revoir est peut-être précisé sur la page de discussion.
- Les titres sont pré-formatés par le logiciel. Ils ne sont ni en capitales, ni en gras.
- Le texte ne doit pas être écrit en capitales (les noms de famille non plus), ni en gras, ni en italique, ni en « petit »…
- Le gras n'est utilisé que pour surligner le titre de l'article dans l'introduction, une seule fois.
- L'italique est rarement utilisé : mots en langue étrangère, titres d'œuvres, noms de bateaux, etc.
- Les citations ne sont pas en italique mais en corps de texte normal. Elles sont entourées par des guillemets français : « et ».
- Les listes à puces sont à éviter, des paragraphes rédigés étant largement préférés. Les tableaux sont à réserver à la présentation de données structurées (résultats, etc.).
- Les appels de note de bas de page (petits chiffres en exposant, introduits par l'outil «  Source ») sont à placer entre la fin de phrase et le point final[comme ça].
- Les liens internes (vers d'autres articles de Wikipédia) sont à choisir avec parcimonie. Créez des liens vers des articles approfondissant le sujet. Les termes génériques sans rapport avec le sujet sont à éviter, ainsi que les répétitions de liens vers un même terme.
- Les liens externes sont à placer uniquement dans une section « Liens externes », à la fin de l'article. Ces liens sont à choisir avec parcimonie suivant les règles définies. Si un lien sert de source à l'article, son insertion dans le texte est à faire par les notes de bas de page.
- La présentation des références doit suivre les conventions bibliographiques. Il est recommandé d'utiliser les modèles {{Ouvrage}}, {{Chapitre}}, {{Article}}, {{Lien web}} et/ou {{Bibliographie}}. Le mode d'édition visuel peut mettre en forme automatiquement les références.
- Insérer une infobox (cadre d'informations à droite) n'est pas obligatoire pour parachever la mise en page.

Pour une aide détaillée, merci de consulter Aide:Wikification.
Si vous pensez que ces points ont été résolus, vous pouvez retirer ce bandeau et améliorer la mise en forme d'un autre article.

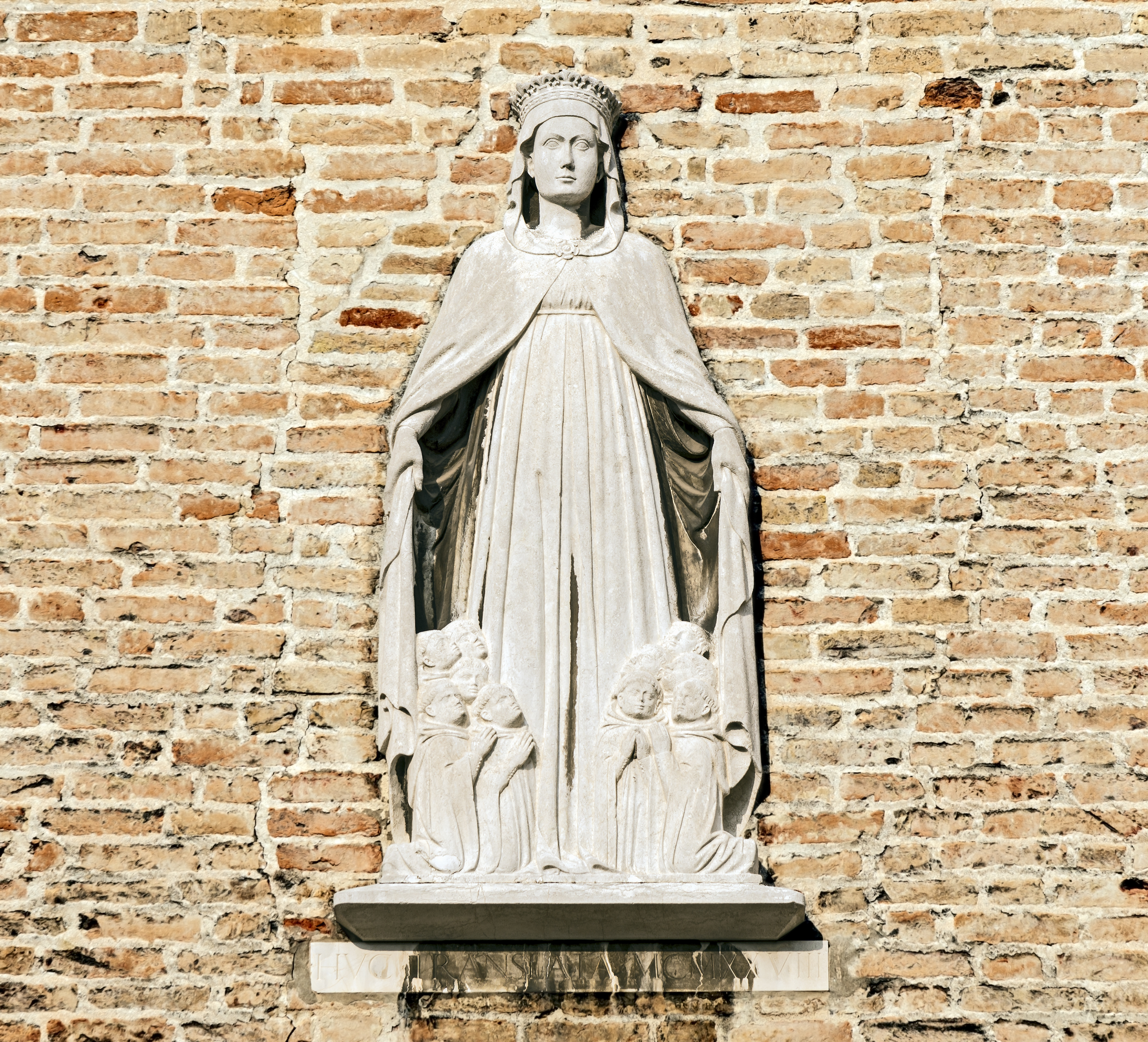
Statue de dévotion au-dessus de l’entrée

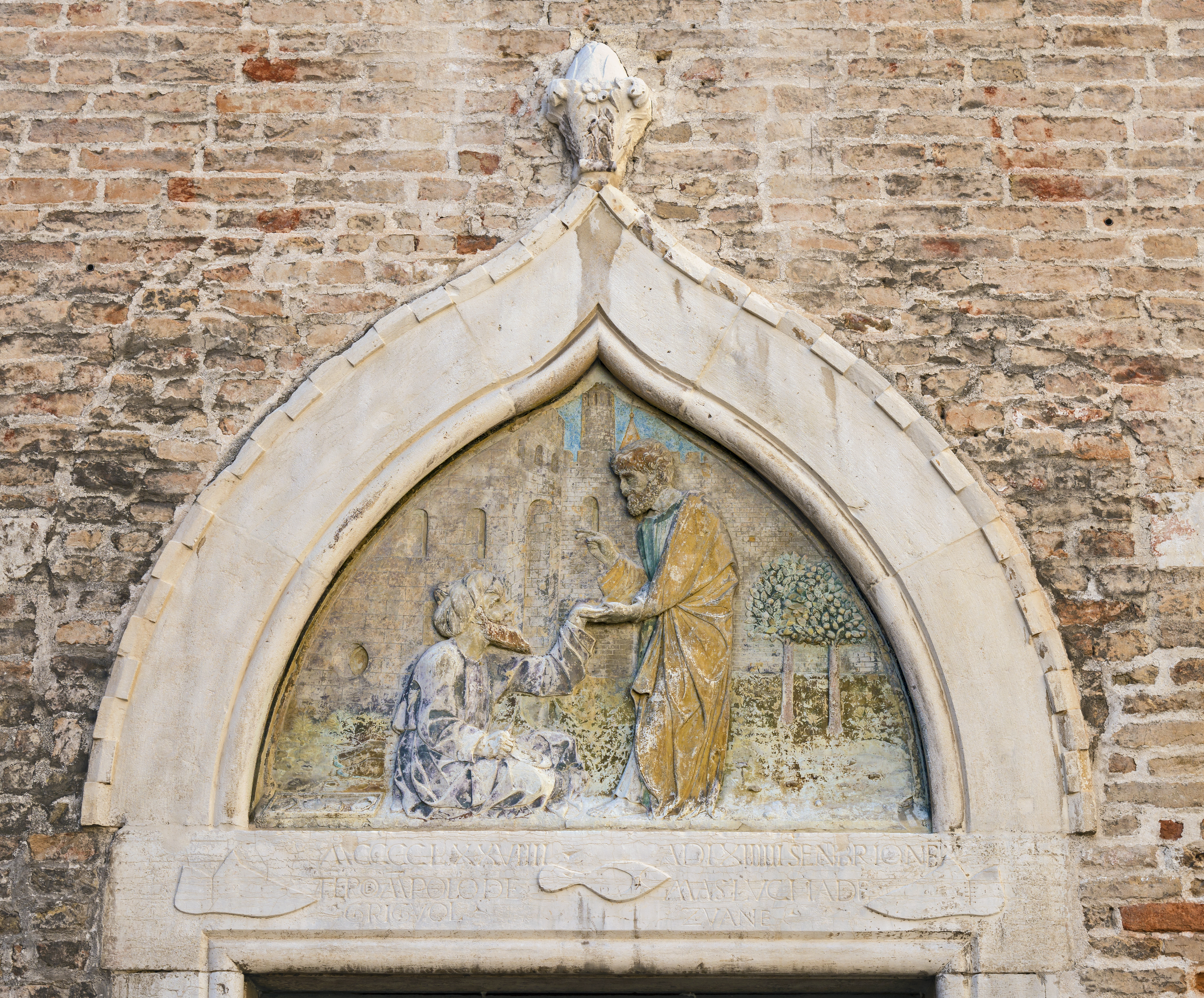
Bas-relief représentant Saint Marc guérissant Saint Aniano, patron des Calegheri.(1479)

La Scuola de Sant'Aniano dei Calegheri  abritait l’école de dévotion et de charité de l’art des cordonniers de Venise. Elle est située sur le Campo San Tomà dans le sestiere de San Polo.

## Historique
La Scuola dei Calegheri (ou La scoletta dei Callegheri) est probablement née vers la seconde moitié du XIIIe siècle. À partir de 1446, la corporation eut le privilège d'offrir chaque année à la fête de la Sensa, une paire de sabots à la dogaresse.
Le bâtiment abrite maintenant une bibliothèque de quartier.

## L'art des callegheri et zavateri
L'art des calegheri (calzolai) et des zavateri rassemblait les artisans cordonniers de nationalité non-allemands (qui eux avaient leur propre schola).
Dans le capitolare Veneziano dei Calegheri du 29 décembre 1271 sont signalés les différents types de chaussures produites à la main, comme les sabots en bois (patitos ou zoccoli), les pantoufles (ciabatte) et les chaussures (stivallo). Le mariegola date de 1446.
L'art des cordonniers fut sous-divisé en cinq branches (colonnelli) :
- les socholari ou cocholarri : produisant des sabots ;
- les patinari : produisant des patins ou semelles de bois adaptées au pied ;
- les calegheri : produisant des chaussures et bottes neuves ;
- les zavatteri ou ciabbattini di arte vechia : réparaient les chaussures utilisées ;
- les solarii : produisant des semelles de cuir utilisées en substitution des chaussures.

D'après un recensement de 1773, l'art comportait 338 capimaestri, 181 garzoni,  653 ouvriers, 340 boutiques, 22 postes fermés et 165 postes d'expédition (inviamenti).

## L'art descallegheri tedeschi

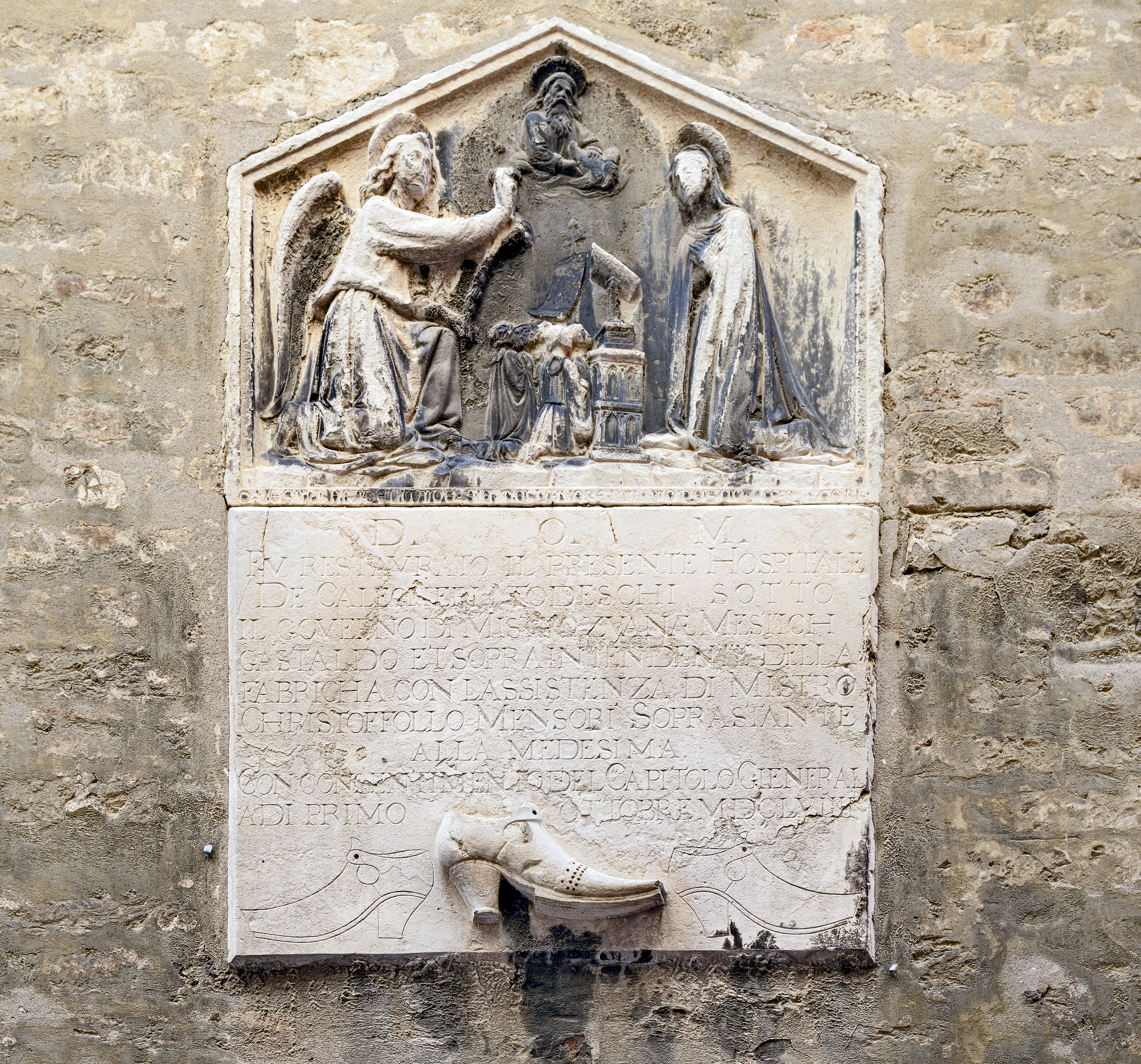
Bas-relief des callegheri tedeschi

Les cordonniers allemands avaient leur propre schola.